# Dubiraphia vittata
Dubiraphia vittata är en skalbaggsart som först beskrevs av Melsheimer 1844.  Dubiraphia vittata ingår i släktet Dubiraphia och familjen bäckbaggar. Inga underarter finns listade i Catalogue of Life.